# Association nord-irlandaise pour les droits civiques
La Northern Ireland Civil Rights Association (irlandais : Cumann Chearta Sibhialta Thuaisceart Éireann, français : Association nord-irlandaise pour les droits civiques, NICRA) est une organisation pour les droits civiques en Irlande du Nord qui tente à la fin des années 1960 et au début des années 1970 d'obtenir l'égalité des droits entre catholiques et protestants.
Si des républicains, des communistes, des sociaux-démocrates, des libéraux ainsi que des membres du Northern Ireland Labour Party, de la Campaign for Social Justice, des Wolfe Tone Societies et même de l'Irish Republican Army sont à l'origine de sa fondation, la NICRA est non-violente, apolitique et aconfessionnelle, inspirée par le mouvement des droits civiques américain (dont elle reprend l'hymne We Shall Overcome) et la National Council for Civil Liberties,. Les manifestations pacifistes qu'elle organise dans la deuxième partie des années 1960 sont violemment réprimées par les RUC et les groupes paramilitaires loyalistes tel l'Ulster Protestant Volunteers ou l'Ulster Volunteer Force. Cette répression conduit au conflit nord-irlandais.

## Origines
Depuis la création de l'Irlande du Nord en 1922, la nation est divisée entre une majorité protestante et unioniste et une minorité catholique et nationaliste. Cette dernière fait face à des discriminations basées sur la religion, bien que celles-ci soient officiellement proscrites par la loi sur le gouvernement de l'Irlande de 1920. La ségrégation en Irlande du Nord est pourtant présente dans les faits, notamment dans les secteurs suivants :
- Domaine politique : la représentation électorale à l'époque est faussée en défaveur des catholiques ; en effet, les territoires électoraux sont découpés de façon que les électeurs unionistes se retrouvent en majorité dans chaque territoire selon la pratique du gerrymandering. Le droit de vote est dépendant du droit de propriété qui favorise la population protestante ;
- Domaine économique : les terres des catholiques leur sont substituées et les subventions du gouvernement sont adressées vers les régions protestantes;
- Domaine administratif et immobilier : les logements sont attribués en priorité aux familles protestantes par le Housing Trust pour distribuer les habitats selon les objectifs électoraux. L'attribution des logements étant liée à la représentation électorale, les discriminations s'impactent les unes les autres ;
- Domaine de l'emploi et de l'industrie privée : les ouvriers catholiques sont exclus du marché du travail
- Domaine policier : une Police spéciale (B. Specials) basée sur la juridiction de "Pouvoirs spéciaux" (Special Powers) est mise en place pour réprimer la population catholique.

En 1964 se crée la Campaign for Social Justice qui rassemble et publie des preuves de discriminations anticatholiques. Cette organisation parvient ainsi à attirer l'attention des politiciens de Westminster sur ces discriminations. Inspirés par le modèle du mouvement des droits civiques américain et Martin Luther King à sa tête, certains membres des Wolfe Tone Societies de Dublin, Cork, Belfast, Derry et du comté de Tyrone se réunissent à Maghera les 13 et 14 août 1966 avec également le chef du cabinet de l'IRA de l'époque, Cathal Goulding. Ils prennent alors la décision de créer une organisation ayant pour objectif de défendre et améliorer les droits civiques de tous en Irlande du Nord. Lors d'une réunion à Belfast le 29 janvier en 1967, le nouveau comité directeur rédige la constitution de la naissante Northern Ireland Civic Rights Association (NICRA). Les treize membres du comité sont alors :
1. Président : Noel Harris, syndicaliste, membre du Parti communiste.
2. Vice-président : Conn McCluskey (un des fondateurs de la Campaign for Social Justice)
3. Secrétaire : Derek O'Brien Peters, du parti communiste.
4. Trésorier : Fred Heatley, des Wolfe Tone Societies.
5. Responsable de l'information : Jack Bennett, un journaliste du Belfast Telegraph.
6. Betty Sinclair, membre communiste du Belfast Trades Council.
7. Liam McMillen, vice-président des Republican Clubs (et commandant de la brigade de l'IRA à Belfast).
8. John Quinn, du Parti libéral de l'Ulster.
9. Le professeur Michael Dolley, de l'Université Queen's de Belfast, un défenseur des libertés civiques et membre du Parti national démocratique (Irlande du Nord)[1].
10. Joe Sherry, du parti travailliste républicain.
11. Jim Andrews, de l'Association des locataires d'Ardoyne.
12. Paddy Devlin, du parti travailliste d'Irlande du Nord.
13. Tony McGettigan, non affilié[8].

La constitution est ratifiée le 9 avril 1967, date officielle de sa fondation. Betty Sinclair devient alors présidente de l'association et d'autres membres du comité directeur sont remplacés lorsque celui-ci devient le conseil exécutif.

## Revendications de la NICRA
L'ambition de défense des droits civiques de la NICRA permet la réunion en son sein de membres d'horizons différents : des républicains, des socialistes, des libéraux ou encore des indépendants. La constitution de la NICRA présente l'association comme non-partisane et non-confessionnelle. Ses objectifs sont les suivants :  
1. Défendre les libertés fondamentales de tous les citoyens.
2. Protéger les droits de l'individu.
3. Mettre en évidence tous les abus de pouvoir possibles.
4. Exiger des garanties pour la liberté d'expression, de réunion et d'association.
5. Informer le public de ses droits légitimes.

Elle énonce également ses revendications principales,, :
1. " Un homme, un vote " : ceci permettrait à toutes les personnes de plus de 18 ans de voter aux élections du conseil local, supprimerait les votes multiples détenus par les propriétaires d'entreprises (connus sous le nom de " vote d'entreprise ") et garantirait l'égalité des citoyens face au suffrage ;
2. La fin du remaniement des circonscriptions électorales pour produire une majorité syndicaliste artificielle ;
3. La prévention de la discrimination dans l'attribution des emplois ;
4. La prévention de la discrimination dans l'attribution des logements sociaux grâce à la mise en place d'un système de points équitables;
5. La suppression de la Loi sur les pouvoirs spéciaux ;
6. Le démantèlement de la gendarmerie spéciale de l'Ulster presque entièrement protestante (B Specials) ;
7. La mise en place d'un médiateur aux pouvoirs plus étendus pour les questions de gouvernement local.

## Soutien et opposition
La NICRA reçoit à la suite de sa création le soutien de divers groupes d'Irlande du Nord, parmi lesquels des catholiques, des nationalistes, des unionistes modérés qui estimaient que les catholiques d'Irlande du Nord était injustement traités et qui espéraient que si la NICRA obtenaient l'égalité des droits pour tous, les catholiques ne souhaiteraient plus faire partie d'une Irlande unifiée.
Cependant, une large partie des unionistes s'opposent à la NICRA. Les critiques adressées à l'association sont diverses : les unionistes craignent que la NICRA ne soit qu'une nouvelle forme de l'IRA ou encore que l'association ait pour but non pas d'obtenir des droits égaux pour tous en Irlande du Nord mais de favoriser les catholiques.

## Première marche pour les droits civiques
Le 20 juin 1968, le député nationaliste Austin Currie et ses sympathisants occupent illégalement des logements sociaux dans le comté de Tyrone pour protester contre l'attribution de tels logements en fonction de l'orientation politique et la confession religieuse du demandeur. Cette action permet d'attirer l'attention de l'opinion publique sur les discriminations au logement. Dans ce même mouvement de protestations pacifiques, la NICRA décide d'organiser une marche entre les villes de Dungannon et Coalisland dans le comté de Tyrone le 24 août 1968. Cette manifestation rassemble plus de 3 000 personnes. La marche se déroule pacifiquement malgré la présence de la police royale de l'Ulster (Royal Ulster Constabulary, RUC) et de contre-manifestants protestants menés par Ian Paisley.

## Marche de Derry
À la suite du succès de la première marche, la NICRA décide d'organiser une deuxième manifestation à Derry le 5 octobre 1968. Cependant, un groupe ultraroyaliste annonce à son tour l'intention d'organiser une manifestation le même jour, action prise comme un acte de provocation par certains. Le ministre de l'Intérieur d'Irlande du Nord William Craig prend la décision d'interdire les deux manifestations par précaution. La NICRA choisit toutefois d'ignorer cette interdiction, ce qui conduit à des violences entre les manifestants et les forces de l'ordre. Les autorités recensent 88 blessés dont 77 civils et 11 policiers. On compte parmi les marcheurs les députés britanniques travaillistes Russel Kerr, Ann Kerr et John Ryan, le député travailliste républicain nord-irlandais Gerry Fitt, ou encore deux députés nationalistes de l'Assemblée d'Irlande du Nord, Eddie McAteer et Austin Curie. Les images de cet évènement, d'une grande violence, sont diffusées dans toute la Grande-Bretagne et fait ainsi renaitre le conflit sur la question nord-irlandaise en Irlande et dans toute la Grande-Bretagne.
À la suite de cette manifestation, des étudiants de la Queen's University de Belfast fonde le mouvement politique People's Democracy avec des objectifs semblables à ceux de la NICRA. La marche de Derry a également pour conséquence l'interdiction de manifestations pendant un mois proclamée par le gouvernement. Pour calmer les esprits, Terrence O'Neill, le Premier Ministre d'Irlande du Nord, présente le 22 novembre 1968 un plan de réformes en cinq points pour satisfaire, tout du moins partiellement, les revendications du NICRA. Il annonce ainsi l'allocation de logements sociaux selon un système de points, la nomination d'un médiateur, la suppression de certaines clauses de la loi relative aux pouvoirs spéciaux, la suppression du droit de votes entreprises dans les élections locales et la création d'une commission de développement pour Derry. Ces mesures n'apparaissent cependant pas comme suffisantes et ignorent notamment la revendication majeure de la NICRA à savoir le principe d'un homme/une voix. Le camp opposé des unionistes extrémistes jugent qu'O'Neill accorde trop à la NICRA. O'Neill demande alors publiquement à la télévision un temps de répit pour l'intérêt de tous. La NICRA répond à cette demande en suspendant toute manifestation pour une durée d'un mois, c'est-à-dire jusqu'au 11 janvier 1969. Toutefois, le parti People's Democracy décide d'organiser de son côté une nouvelle marche entre Belfast et Derry le 1er janvier 1969. O'Neill annonce le 22 avril 1969 l'introduction de la réforme un homme/une voix tant attendue. Cela déplait à son propre parti et il est forcé de démissionner dans les jours suivants. Durant cette période et malgré la tentative d'apaisement du Premier Ministre, toutes les manifestations organisées par la NICRA tournent à l'émeute et l'association prend une orientation plus militante. La plupart des protestants perçoivent les marches organisées par la NICRA comme nationalistes et républicaines, tandis que la majorité des catholiques les voient seulement comme des manifestations pour les droits civiques et contre les discriminations.

## Emeutes de 1969
Les affrontements entre nationalistes catholiques et unionistes protestants s'intensifient jusqu'à la Bataille du Bogside du 12 au 14 août 1969. Les loyalistes et les catholiques s'opposent une fois de plus violemment, poussant la police à intervenir. Les émeutes s'étendent dans d'autres zones nationalistes d'Irlande du Nord et font neuf morts et plusieurs centaines de blessés. Parmi les groupes accusés d'avoir favorisé ces violences se trouve la NICRA qui avait organisé des manifestations dans la région pour empêcher le renforcement de la police à Derry. Ces émeutes ont notamment pour conséquence la division de l'IRA en deux branches, l'IRA officielle qui conserve son influence au sein de la NICRA, et l'IRA provisoire qui privilégie l'action armée.

## Internement etBloody Sunday
Le 9 août 1971, le Premier Ministre d'Irlande du Nord Brian Faulkner met en place l'opération Demetrius, plus connue sous le nom d'internement (emprisonnement sans procès). Celle-ci consiste à arrêter des groupes paramilitaires, parmi lesquels de nombreux membres de l'IRA provisoire et officielle. Le rôle de la NICRA devient moins important au début des années 1970 mais l'association organise tout de même des marches contre l'internement et lance le 10 août 1971 une campagne de désobéissance civile. Le 17 août, elle dénonce avec l'Association for Legal Justice les "mauvais traitements" subis par les personnes arrêtées et internées.
Le 30 janvier 1972, la NICRA organise à Derry une marche contre l'internement malgré l'interdiction de toute manifestation depuis le 9 août de l'année précédente. Plus de 10 000 manifestants sont présents. Lors de cette marche de protestation, 14 manifestants non armés sont abattus par les troupes britanniques. L'évènement devient alors connu sous le nom de Bloody Sunday ("Dimanche sanglant").